# رباعي كلوريد الكبريت
رباعي كلوريد الكبريت هو مركب كيميائي لاعضوي من الكلوريدات صيغته SCl4، وهو غير مستقر ولكن جرى التمكن من عزله على شكل مسحوق أبيض تحت شروط خاصة مبردة وذلك تحت −20 °س.

## التحضير
يمكن يحضر المركب من تفاعل ثنائي كلوريد الكبريت مع الكلور عند درجات حرارة منحفضة (حوالي 193 كلفن):
{\displaystyle {\ce {SCl2 + Cl2 -> SCl4}}}

## الخواص
يعد مركب رباعي كلوريد الكبريت من المركبات غير المستقرة، إذ سرعان ما يتفكك عند انصهاره فوق درجة حرارة تزيد عند -20°س.
{\displaystyle {\ce {SCl4 -> SCl2 + Cl2}}}
لا تعرف بنية الطور الصلب من هذا المركب لحد الآن، ولكن يقترح أن تكون على الشكل −SCl3+Cl، إذ أن الأملاح ذات الصلة به معروفة أنها حاوية على أنيونات ضعيفة التناسق؛ وذلك على العكس من مناظره رباعي فلوريد الكبريت (SF4)، والذي هو جزيء معتدل غير مشحون.